# Aloys Hafenbrädl
Aloys Freiherr von Hafenbrädl (* 22. Dezember 1817 auf Schloss Au; † 16. Juni 1883 in Regensburg) war ein deutscher Richter. Nach der Deutschen Reichsgründung war er Mitglied des Reichstages.

## Leben und Wirken
Hafenbrädl studierte Rechtswissenschaft an der Ludwig-Maximilians-Universität München und wurde 1838 im Corps Palatia München aktiv. Seit 1863 Bezirksgerichtsrat in Regensburg, wurde er im Februar 1868 Mitglied des Zollparlaments. Für den Wahlkreis Niederbayern 5 (Deggendorf) wurde er im März 1871 in den Reichstag gewählt. Als Mitglied der Deutschen Zentrumspartei gehörte er ihm in den ersten vier Wahlperioden bis zum 27. Oktober 1881 an.
Auch in der Kammer der Abgeordneten (Bayern) war er von 1869 bis 1881 Abgeordneter. Hier führte er mit seinem Bruder Franz Xaver Hafenbrädl (1818–1900) die extreme Gruppe der Ultramontanen.